# تشتت (جيولوجيا)
يشير التشتت إلى توزيع مكون أو عنصر كيميائي خاص في صخور أو تربة معينة، حيث تصل تركيزات العنصر بشكل تدريجي إلى القيمة المتوسطة (أو الخلفية) من التركيزات العالية فيما يتعلق بالفضاء. ويمكن أن يتم النظر إلى التشتت على أنه ثانوي أو رئيسي، اعتمادًا على البيئة التكوينية.
ويحدث عندما تكون التربة كثيرة الصوديوم. وعندما تتبلل التربة كثيرة الصوديوم، يتم إبعاد جسيمات الصلصال عن بعضها بشكل إجباري. وغالبًا ما يكون ذلك في الغالب سببًا رئيسيًا للتعرية.

## الوقاية من التشتت
يمكن منع التشتت من خلال:
- إعادة زراعة المنطقة
- الحيلولة دون ارتفاع نسبة الصوديوم في التربة من خلال السيطرة على الملوحة
- الإدارة الجيدة للتربة على المنحدرات، مثل تجنب إخلاء المنحدرات.